# Marcela Cordescu
Marcela Cordescu (n. 1913, Constanța, România – d. 1984, București, România) a fost un artist plastic român, o desenatoare, graficiană, pictoriță și ilustratoare de basme și de alte cărți pentru copii.

## Biografie
A fost căsătorită cu scriitorul Vladimir Colin.

## Distincții
- Ordinul „Meritul Cultural” clasa a III-a (1968) „pentru activitate deosebită în domeniul artelor plastice”[2]
- Ordinul „Meritul Cultural” clasa I (19 iunie 1973) „pentru activitate îndelungată și merite deosebite în domeniul artelor plastice, [...] cu prilejul împlinirii vîrstei de 60 de ani”[3]

## Cărți ilustrate (selecție)
- 1953 - Basme de Vladimir Colin
- 1957 - Făt Frumos din lacrimă de Mihai Eminescu [4]
- 1961 - Legendele țării lui Vam. O mitologie a omului, de Vladimir Colin, Editura Tineretului, București,[5]
- 1965 - Din marile legende ale lumii de Alexandru Mitru, Editura Tineretului, București [6]
- 1967 - Nastratin Hogea de Anton Pann
- 1967 - Inima de foc a lui Danko de Maxim Gorki [7]